# Liste der denkmalgeschützten Objekte in Steyr-Gleink
Die Liste der denkmalgeschützten Objekte in Steyr-Gleink enthält die 9 denkmalgeschützten, unbeweglichen Objekte der Steyrer Katastralgemeinde Gleink.

## Denkmäler
| Foto |                 | Denkmal                                                                       | Standort                                       | Beschreibung | Metadaten |
| ---- | --------------- | ----------------------------------------------------------------------------- | ---------------------------------------------- | --- | --- |
| ja   | Datei hochladen | Friedhof christlich HERIS-ID: 98596 Objekt-ID: 114534                         | neben Friedhofstraße 12 Standort KG: Gleink    | Das Friedhofsareal wurde wohl in der 2. Hälfte des 19. Jahrhunderts / Anfang des 20. Jahrhunderts angelegt und in der 2. Hälfte des 20. Jahrhunderts erweitert. In der ziegelgedeckten Friedhofsmauer befinden sich rundbogige Öffnungen mit Ziegelgitter. Zugang durch spitzbogiges Eingangsportal mit biedermeierlichem Gitter. Friedhofskapelle im Osten der Anlage situiert. Kleiner rechteckiger Bau mit spitzbogigem Eingang, geschwungenem Giebelaufsatz und kleinem östlichen Glockenturm mit Zeltdach. An den Seitenfassaden je eine spitzbogige Fensteröffnung. In der Mitte des Friedhofsgeländes Lichtsäule, Tabernakelbildstock mit gebauchter Säule und kleinem Aufsatz. | BDA-Hist.: Q37772266 Status: § 2a Stand der BDA-Liste: 2025-06-30 Name: Friedhof christlich GstNr.: .61/6, 676 Friedhof Steyr-Gleink |
| ja   | Datei hochladen | Figurenbildstock hl. Johannes Nepomuk HERIS-ID: 98627 Objekt-ID: 114565       | Gleinker Hauptstraße Standort KG: Gleink       | Am Platz südlich der Klosteranlage bzw. des Pfarrhofes situiert. Barocke Steinfigur des hl. Johannes Nepomuk auf mittelhohem Pfeiler aus dem 2.V.d.18.Jh. Die Heiligenstatue wird von zwei kleinen Putti mit separaten Sockeln flankiert. Die Figurengruppe von einer quadratischen Balustrade umfangen. An deren Ecken Pfeiler auf denen dorische Säulen ansetzen, die das reich profilierte Gebälk tragen. Mansardartiges metallenes Zeltdach mit abschließendem Kreuz. | BDA-Hist.: Q37772371 Status: § 2a Stand der BDA-Liste: 2025-06-30 Name: Figurenbildstock hl. Johannes Nepomuk GstNr.: 585/2 |
| ja   | Datei hochladen | Bildstock HERIS-ID: 98614 Objekt-ID: 114552                                   | vor Gleinker Hauptstraße 3 Standort KG: Gleink | Tabernakelbildstock aus der 2.H.d.19.Jh., situiert in kleinem Park nördlich des ehemaligen Meierhofes. Steinerner Pfeiler mit weit vorkragendem profiliertem Traufgesims, metallenem Glockendach mit abschließendem Doppelkreuz. Die vier Bilder neuzeitlich. | BDA-Hist.: Q37772329 Status: § 2a Stand der BDA-Liste: 2025-06-30 Name: Bildstock GstNr.: 591 |
| ja   | Datei hochladen | Persönlichkeitsdenkmal HERIS-ID: 98617 Objekt-ID: 114555                      | vor Gleinker Hauptstraße 3 Standort KG: Gleink | Nördlich der Meierhofes situierter Gedenkstein für den Exekutivbeamten Franz Hosner, der 1919 in Ausübung seines Dienstes von Plünderern erschossen wurde. Vierteiliger Gedenkstein, zweistufiger Sockelbereich auf dem ein Quader ansetzt. Auf diesem Gedenkinschrift für Franz Hosner, am abschließenden Obelisken Lorbeerkranz eingemeißelt. | BDA-Hist.: Q37772347 Status: § 2a Stand der BDA-Liste: 2025-06-30 Name: Persönlichkeitsdenkmal GstNr.: 590/5 |
| ja   | Datei hochladen | Kindergarten, Haus der Begegnung HERIS-ID: 98595 Objekt-ID: 114533            | Gleinker Hauptstraße 12 Standort KG: Gleink    | Vierseithof, mit im Kern aus dem 3.V.d.17.Jh. stammenden zweigeschoßigem Hauptgebäude mit abschließendem Krüppelwalmdach und eingeschoßigen Wirtschaftstrakten. Hauptgebäude an der Längsfassade sieben-, an der Querfassade zweiachsig. Im Erdgeschoß kleinere Fenster mit schlichten Steckgittern. An der Längsfassade mittig abgefastes steinernes Rundbogenportal, bez. 166?. Fassadengestaltung an beiden Fassaden mittels Ritzungen: Betonung der Gebäudekanten durch Ortsteinquaderung, schlichte Faschenumrahmungen der Fenster, Nutung des Erdgeschoßes sowie Faschen zwischen den Geschoßen. Das Giebelgeschoß weist zwei kleine querrechteckige Belichtungsöffnungen auf. Die Wirtschaftstrakte schließen mit Walmdächern ab. | BDA-Hist.: Q37772258 Status: § 2a Stand der BDA-Liste: 2025-06-30 Name: Kindergarten, Haus der Begegnung GstNr.: .61/1 |
| ja   | Datei hochladen | Anlage ehem. Benediktinerstift mit Pfarrhof HERIS-ID: 98591 Objekt-ID: 114529 | Gleinker Hauptstraße 20 Standort KG: Gleink    | 1125 Stiftungsurkunde, Aufhebung des Klosters 1784 unter Josef II. Unter den Äbten Cölestin I. und Rupert I. in den 2.H.d.17.Jh./A.d.18.Jh. Errichtung einer einheitlichen barocken Anlage. Zugang von Süden. Vor dem Pfarrhof sechs barocke Steinfiguren u. a. ein Zwerg, den Eingang flankierend. Der Pfarrhof, das ehemalige Hofrichtergebäude, ist ein dreiundzwanzigachsiger zweigeschoßiger Bau mit erhöhtem siebenachsigen Mittelteil. An den südlichen Gebäudeenden je ein achteckiger Turm mit niedrigem Zeltdach. Schlichte Fassadengestaltung, Betonung der Gebäudekanten bzw. -enden durch Faschen, Fenster stabfaschenumrahmt, im Erdgeschoß mit Wabengittern. Der erhöhte Mittelteil mit aufwändig ausgeführtem steinernem Portal, über dem Portal geschwungener Giebel mit Uhr. Der Pfarrhof durch Mauern mit dem Klostergebäude verbunden. Dreigeschoßige Anlage mit zwei Höfen. Wuchtiger fünfundzwanzigachsiger dreigeschoßiger Südtrakt, Betonung der Gebäudekanten durch vertikale Faschen, horizontale Faschen zwischen den Geschoßen. Fenster mit steinernen Gewänden, Sohlbankgesimsen und geraden Verdachungen. Mittig situiertes aufwändiges steinernes Portal mit gebrochenem Dreiecksgiebel und Wappen. Über dem Portal gemalte Sonnenuhr. Der Osttrakt, so wie die anderen Trakte grundsätzlich gleich dem Südtrakt ausgeführt, mit einundzwanzig Achsen ebenfalls dreigeschoßig. Der verkürzt ausgeführte Nordtrakt besitzt nur elf Fensterachsen. Der achtachsige Osttrakt bindet an die Klosterkirche an. Die Trakte umschließen einen großen Innenhof die im Norden sieben, im Westen sechzehn, im Süden zehn, einschließlich eines zweiachsigen vorspringenden Stiegenhauses, und im Osten dreizehn Achsen aufweisen. In der Ostfassade das Portal der dem hl. Andreas geweihte Klosterkirche sowie deren Westturm mit abschließendem Zwiebelhelm. Die Kirche als dreischiffige fünfjochige Basilika ausgeführt. Das östliche Joch zum Chor trapezförmig erweitert. Einjochiger längsrechteckiger Chor mit 3/8 Schluss. Die Kirche wirkt optisch zweigeschoßig. Fenster mit rundbogigem Abschluss, in zwei Ebenen, wobei die oberen Fenster deutlich verkürzt ausgeführt sind. Schlichte Strebepfeiler an den Chorecken. Südlich der Kirche stellt ein achtachsiger zweigeschoßiger Trakt die Verbindung zur dreigeschoßigen dreiachsigen Querfassade des Südtraktes her. Südlich der Kirche kleiner Innenhof. Das Klostergelände durch weitläufige Mauern umschlossen. | BDA-Hist.: Q817067 Status: § 2a Stand der BDA-Liste: 2025-06-30 Name: Anlage ehem. Benediktinerstift mit Pfarrhof GstNr.: .51/1, .51/2, .51/3, .52/1, .52/3, 639, 640, 641, .52/2, .54, .55, 633, 634, 635, 636, 637, 638/1, 638/2, 642, 643, 645, .53 Gleink Abbey |
| ja   | Datei hochladen | Bauernhof (Anlage), Tierheim HERIS-ID: 98593 Objekt-ID: 114531                | Neustifter Hauptstraße 11 Standort KG: Gleink  | Ehemaliger Bauernhof, im Kern barock, aus dem 18. Jahrhundert stammend, Um- und Ausbau in der 1. Hälfte des 19. Jahrhunderts. U-förmiger Grundriss, die ehemaligen Wirtschaftstrakte im Westen nicht mehr erhalten. Der im Osten situierte zweigeschoßige Wohntrakt mit unregelmäßiger Achsaufteilung. Im Erdgeschoß zwölf, im Obergeschoß elf Achsen. Schlichte Fassadengestaltung, die Fassaden verputzt, lediglich die Gebäudekanten werden durch Faschen betont. Die kleinformatigen Fenster im Erdgeschoß mit Steingewänden und Wabengittern, im Obergeschoß mit schlichten Umrahmungen. In der sechsten Achse von links Portal mit korbbogig schließendem Steingewände, bezeichnet 1911 und metallenem Türblatt mit Rautenmotiv. Die beiden Seitentrakt etwas niedriger ausgeführt, die Giebelbereiche schließen mit Bretterwänden ab. Auf den Gebäudetrakten setzen einfache, jedoch weit vorragende Walmdächer an. | BDA-Hist.: Q37772248 Status: § 2a Stand der BDA-Liste: 2025-06-30 Name: Bauernhof (Anlage), Tierheim GstNr.: .26 |
| ja   | Datei hochladen | Kapelle Maria Winkling HERIS-ID: 98629 Objekt-ID: 114567                      | östlich Rieplfeldstraße 1 Standort KG: Gleink  | Kleine barocke Kapelle, aus der 2. Hälfte des 18. Jahrhunderts stammend. Rechteckige Grundfläche mit rundem öffnungslosen Apsidenabschluss und Dreiecksgiebelfront. Die rieselverputzten Fassaden durch glatte Lisenen gegliedert. An den Längsfassaden je zwei faschengerahmte längsovale Fensteröffnungen. Eingang an der westlichen Längsfassade, schlichte rechteckige Türe mit kleinem blechernem Vordach. Darüber kleine querovale Belichtungsöffnung. An der Giebelfassade große barock geschwungene Fensteröffnung, im linken oberen Fassadenbereich Sonnenuhr. Im Giebelfeld spitzbogiges Fenster, flankiert von Wandbildern hl. Florian und Maria mit Kind. In der Giebelspitze Auge Gottes. Die Kapelle schließt mit einem einfachen Walmdach ab. Im Süden Dachreiter mit Schallöffnungen, profiliertem Traufgesims und geschwungenem metallenem Zeltdach mit vergoldeten Kreuz. | BDA-Hist.: Q37772382 Status: § 2a Stand der BDA-Liste: 2025-06-30 Name: Kapelle Maria Winkling GstNr.: .1 Maria Winkling |
| ja   | Datei hochladen | Volksschule HERIS-ID: 98598 Objekt-ID: 114536                                 | Safrangarten 2 Standort KG: Gleink             | 1912 errichtete zweigeschoßige Volksschule über T-förmigem Grundriss. Einfache historistische Fassadengestaltung, die schlichten Putzflächen werden durch Lisenen gegliedert, profiliertes horizontales Gesims zwischen den Geschoßen. Fassadenabschluss durch profiliertes Traufgesims. Hauptzugang im Norden der Ostfassade durch aufwändig in historistischen Formen gestaltetes rundbogiges Portal mit mittigem Keilstein, Architrav sowie eigenem kleinen Walmdach. Im Norden springt gartenseitig das Stiegenhaus mit angebauten Sanitärbereichen vor. Die Südfassade achtachsig, über den westlichen vier Achsen erhebt sich im Dachbereich eine giebelartig wirkende zweiachsige große Gaupe mit Krüppelwalmdach. Das Gebäude selbst schließt mit einem Walmdach ab. | BDA-Hist.: Q37772280 Status: § 2a Stand der BDA-Liste: 2025-06-30 Name: Volksschule GstNr.: .110 |